# Zdzisława Pabjańczyk-Ogłozińska
Zdzisława Ogłozińska z domu Pabjańczyk (ur. 9 lipca 1944 w Łodzi, zm. 10 lipca 2011 tamże) – polska koszykarka, wielokrotna reprezentantka i mistrzyni Polski.

## Życiorys

### Kariera klubowa
Była wychowanką klubu Resursa Łódź, w której trenował ją Mieczysław Pawlak. Od 1961 do 1969 występowała w drużynie ŁKS Łódź prowadzonej przez Józefa Żylińskiego. Zdobyła z tą drużyną mistrzostwo Polski (1967), dwukrotnie wicemistrzostwo (1966 i 1968) oraz dwukrotnie brązowy medal (1964 i 1969). Od 1969 do 1976 była zawodniczką Wisły Kraków, z którą sięgnęła trzykrotnie po mistrzostwo (1969, 1970 i 1971) i trzykrotnie po wicemistrzostwo Polski (1972, 1973 i 1974). Następnie występowała w klubach francuskich.

### Kariera reprezentacyjna

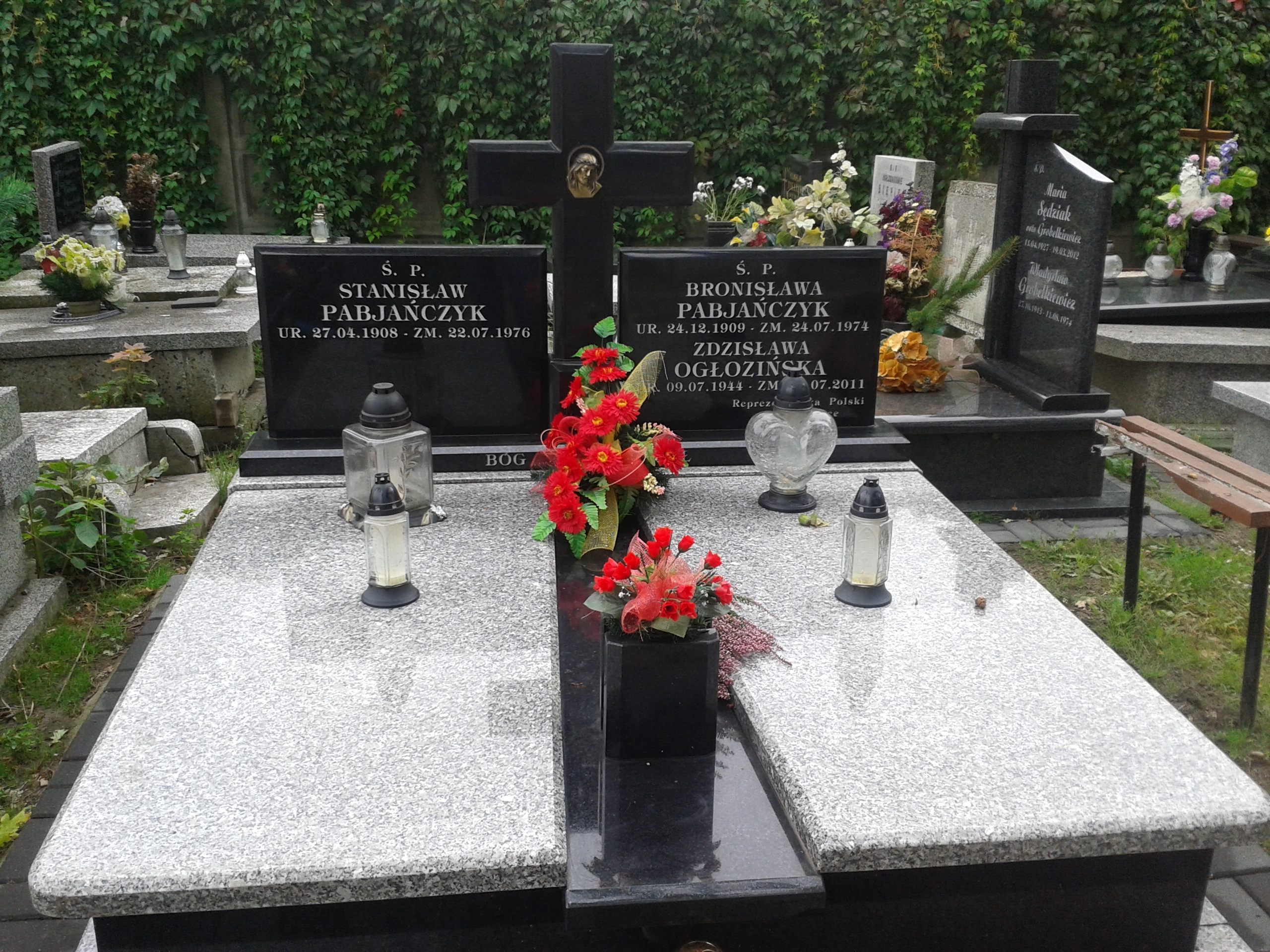
Nagrobek Zdzisławy Ogłozińskiej cmentarzu Doły w Łodzi

Wystąpiła w 116 spotkaniach reprezentacji Polski w koszykówce kobiet. Trzykrotnie reprezentowała Polskę w turniejach finałowych mistrzostw Europy w koszykówce kobiet: w 1964 (5 miejsce), 1966 (8 miejsce) oraz 1970 (6 miejsce). W 1964 wystąpiła w 2 spotkaniach, w których zdobyła łącznie 2 punkty, w 1966 zagrała w 7 meczach, w których zdobyła w sumie 30 punktów, a w 1970 wystąpiła w 7 spotkaniach, w których łącznie zdobyła 89 punktów (był to najlepszy wynik w polskiej reprezentacji i 11 wśród wszystkich uczestniczek mistrzostw).
Zmarła 10 lipca 2011 roku. Została pochowana na cmentarzu Doły w Łodzi, w Łodzi w części rzymskokatolickiej.
Jej starsza siostra, Krystyna Pabjańczyk-Likszo, również była koszykarką i reprezentantką Polski. Zdzisława Pabjańczyk-Ogłozińska i Krystyna Pabjańczyk-Likszo grały wspólnie w Wiśle Kraków.